# Sturnira lilium
Chauve-souris à épaules jaunes commune, Sturnire fleur de lys, Phyllostome fleur de lys
Espèce
Statut de conservation UICN

 LC  : Préoccupation mineure
La Chauve-souris à épaules jaunes commune (Sturnira lilium), aussi appelée Sturnire fleur de lys ou Phyllostome fleur de lys, est une espèce de chauves-souris de la famille des Phyllostomidae.

## Liste des sous-espèces
Selon Mammal Species of the World (version 3, 2005)  (22 décembre 2015) :
- Sturnira lilium angeli
- Sturnira lilium lilium
- Sturnira lilium luciae
- Sturnira lilium parvidens
- Sturnira lilium paulsoni
- Sturnira lilium serotinus
- Sturnira lilium vulcanensis
- Sturnira lilium zygomaticus

## Répartition
Cette espèce vit au Mexique, en Amérique centrale et en Amérique du Sud.